# NI Multisim
NI Multisim, National Instruments MultiSim, è un software che consente la simulazione di circuiti elettronici. Originariamente sviluppato dalla Electronics Workbench, è stata successivamente acquistata dalla National Instruments ed inglobata sotto forma di divisione.
La suite include anche un simulatore di microcontrollori (MultiMCU) e NI Ultiboard per la creazione di PCB.
È molto usato nelle scuole per l'apprendimento e la simulazione.